# 控股公司
控股公司（英語：Holding company），或稱握股公司、控制公司（Controlling company）、母公司（Parent company），為以擁有其他公司多數控制股權的方式，掌握其管理及營運的公司。
即是所謂用企業與企業之間有一個垂直控制、亙控、交叉控制等關系，去控制一批企業。

## 定義
一般而言，控股公司可描述為任何擁有某家公司大部份股份的公司，本身亦可能是一般企業，但嚴格來說它指的是其存在只為持有股票的公司。通常，這名詞用來強調一家公司不自己生產商品或服務，而以純粹持股營運為目的。控股公司可以使擁有者的風險降低，並取得其他公司的所有權及控制權。
另外，即使未達多數控制股權，仍可足以影響、掌握該公司的經營決策。有時候，公司為了使自己成為名實相符的純粹控股公司，會在公司名稱加上「控股」（Holdings）字樣。

## 例子
波克夏·哈薩威公司是一家世上最大公開交易的控股公司，其擁有眾多的保險公司、製造商、零售商和其他類型的公司。另一著名的控股公司為聯合航空母公司聯合大陸控股，同為公開交易的控股公司，其成立係因應2010年聯合航空合併美國大陸航空後所帶來的股權分配。
福特汽車於1990年代，以33.4%持股控制馬自達汽車，福特即是當時馬自達的控股公司。兩者的控股關係至2015年，福特完全售出擁有的馬自達股份後結束。
Google為強化旗下事業經營，於2015年8月10日成立控股公司Alphabet，Google則成為Alphabet旗下最大子公司、並專注於經營網路本業。
東京電力於2016年4月1日起，因應日本的電力自由化政策而轉型與更名為控股公司「東京電力控股」，將其售電、發電及輸配電業務拆至三家子公司。

## 另見
- 銀行控股公司／金融控股公司
- 企業集團
- 空殼公司
- 專利持有公司（Patent holding company）
- 創業投資公司（創投公司）
- 子公司
- 分公司
- 大股東
- 私人公司
- 有限公司
- 股份有限公司
- 關聯公司

## 外部連結
- .   [2016-06-08]. （原始内容存档于2016-07-01） （英语）.（繁體中文）
- .   [2016-06-08]. （原始内容存档于2019-06-29） （英语）.（繁體中文）
- .   [2016-06-08]. （原始内容存档于2016-06-30） （英语）.（繁體中文）